# Peaceful Valley
Peaceful Valley az Amerikai Egyesült Államok északnyugati részén, Washington állam Whatcom megyéjében elhelyezkedő település.
Peaceful Valley önkormányzattal nem rendelkező, úgynevezett statisztikai település; a Népszámlálási Hivatal nyilvántartásában szerepel, de közigazgatási feladatait Whatcom megye látja el. A 2010. évi népszámlálási adatok alapján 3324 lakosa van.
A helységben az 1990-es évek óta jelentős, főleg evangélikus vallású menekültekből álló orosz populáció él.

## Népesség
A település népességének változása:
| Lakosok száma | 2448 | 3324 | 3015 |
|               | 2000 | 2010 | 2020 |

## Fordítás
- Ez a szócikk részben vagy egészben  a   Peaceful Valley, Washington című angol Wikipédia-szócikk ezen változatának fordításán alapul.  Az eredeti cikk szerkesztőit annak laptörténete sorolja fel. Ez a jelzés csupán a megfogalmazás eredetét és a szerzői jogokat jelzi, nem szolgál a cikkben szereplő információk forrásmegjelöléseként.